# Protuberanz

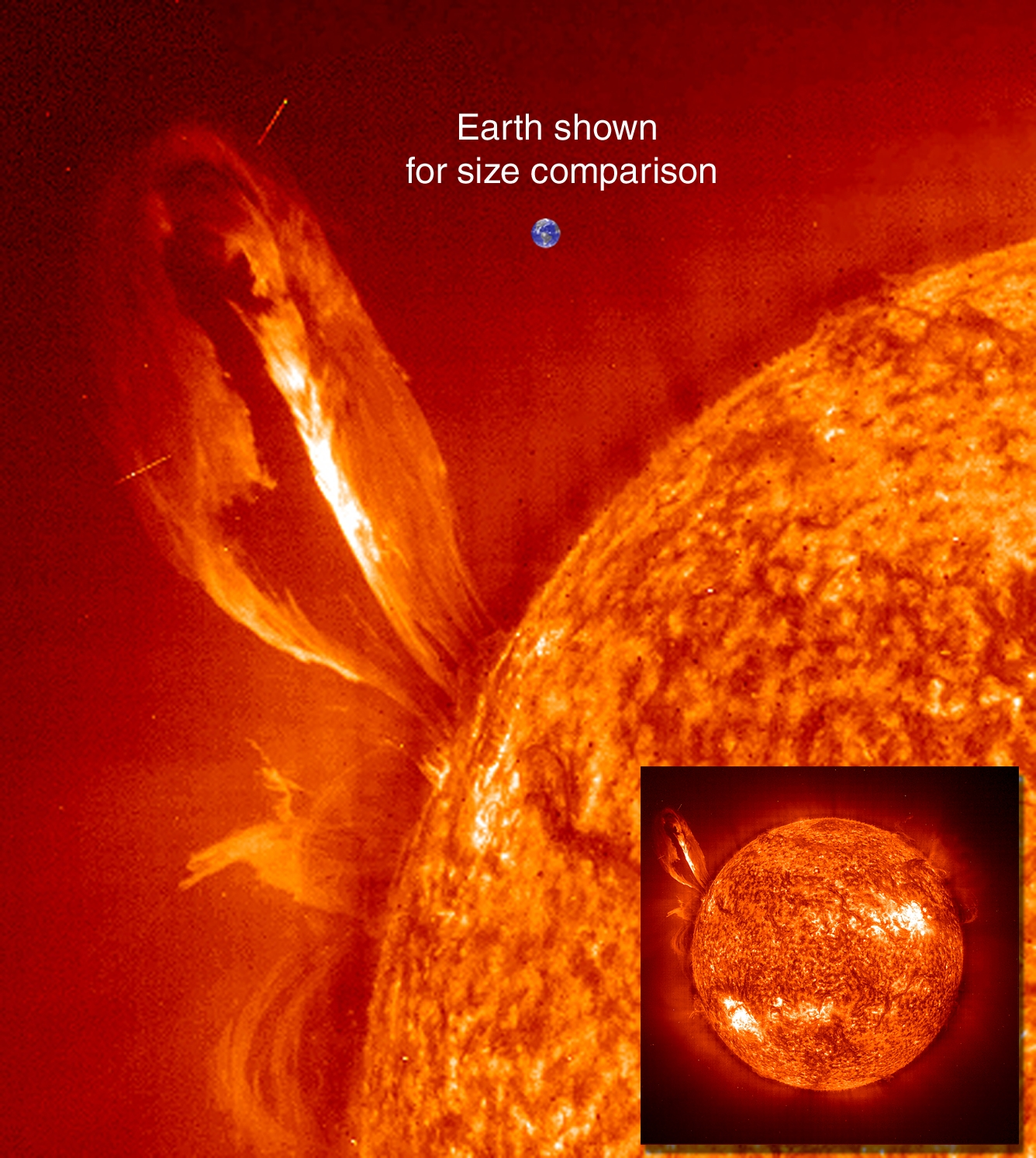
Protuberanz (mit Erde zum Größenvergleich)

Protuberanzen sind heftige Materieströme auf der Sonne, die am Sonnenrand als matt leuchtende Bögen beobachtet werden können. In kleineren Dimensionen können sie auch innerhalb der Sonnenscheibe vorkommen und im roten H-alpha-Licht beobachtet werden. Erscheinen sie hier als dunkle, fadenförmige Strukturen, so werden sie Filamente genannt.
Oft haben Protuberanzen eine Länge von einigen hunderttausend Kilometern, eine Höhe bis 40.000 km und eine Dicke bis 5000 km (zum Vergleich: die Erde hat einen Durchmesser von gut 12.700 km). Besonders starke Ströme können auch über eine Million Kilometer weit über die Sonnenoberfläche aufsteigen, wobei der Bogen abheben und die Materie ins Weltall schleudern kann.

## Arten
Man unterscheidet zwei Arten von Protuberanzen.

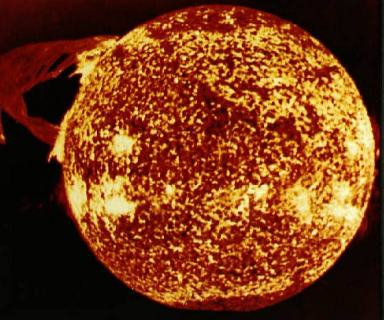
Große ruhende Protuberanz, aufgenommen von Skylab. Weitere kleine Protuberanzen sind darüber und am linken Bildrand erkennbar.

### Ruhende Protuberanz
Ruhende Protuberanzen sind Strukturen, deren Form sich oft Monate lang kaum verändert. Sie treten häufig in der Nähe von Sonnenflecken auf und werden durch starke Magnetfelder erzeugt und in ihrer Form gehalten. Dabei fließt Materie entlang der magnetischen Feldlinien oberhalb der Sonnenoberfläche. Sie kühlt ab und erscheint dunkler als die Umgebung. Bei Störungen der Magnetfelder fällt das Material auf die Oberfläche zurück. Die dabei auftretenden Leuchterscheinungen werden auch Hyder Flares genannt.

### Eruptive Protuberanz

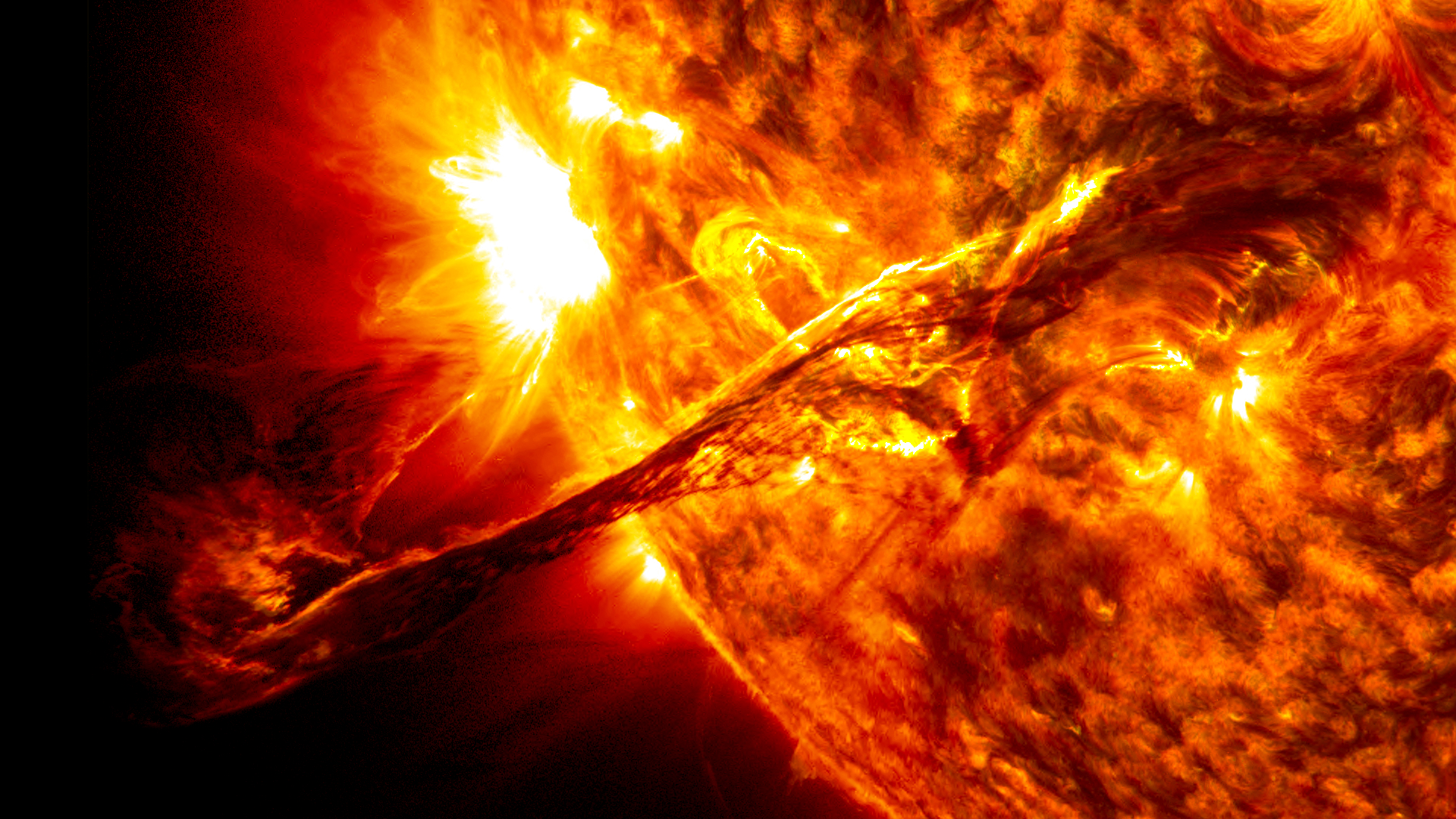
Riesige Eruption (Aufnahme des SDO, August 2012)

Eruptive Protuberanzen (auch aktive Protuberanzen, koronale Massenauswürfe oder Sonneneruptionen genannt) sind Phänomene, die nur einige Minuten oder Stunden dauern. Hierbei wird Materie mit bis zu 1000 km/s von der Sonne weggeschleudert. Sie entstehen manchmal aus ruhenden Protuberanzen, die nach dem Auswurf meist wieder ihre alte Form annehmen.

## Entstehung

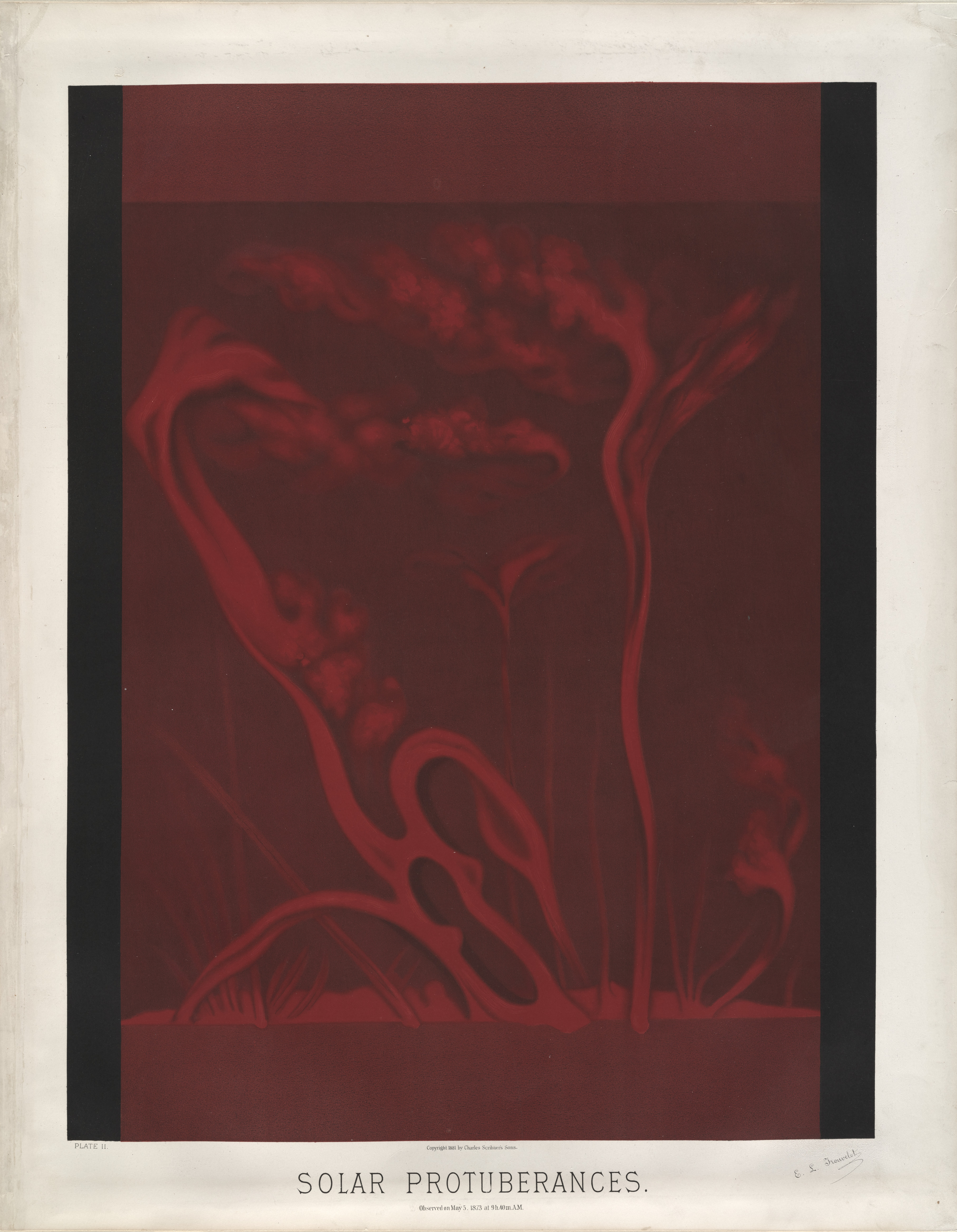
Sonnenprotuberanz auf einer astronomischen Zeichnung des 19. Jahrhunderts (Trouvelot, 1881)

Die Entstehung einer Protuberanz beruht auf magnetischen Rekonnexionen in der Chromosphäre der Sonne. Effektiv winden sich magnetische Feldlinien aus dem komplexen Magnetfeld der Sonne heraus und ziehen dabei solares Plasma mit sich.
Die Sonnenaktivität ist mit der Erscheinung von Protuberanzen außerordentlich stark korreliert: ähnlich dem Sonnenfleckenzyklus mit einer Länge von 11 bzw. 22 Jahren beobachtet man auch bei Protuberanzen eine zyklische Veränderlichkeit der Indikatoren über einen Zeitraum von mehreren Jahren. So treten etwa alle 11 Jahre besonders starke Sonnenprotuberanzen auf. Während dieser Zeit sind in den Polargebieten der Erde häufiger als gewöhnlich Polarlichter zu beobachten.

## Beobachtung
Da die Leuchtkraft von Protuberanzen um vieles schwächer ist als jene der Photosphäre, lassen sie sich am besten bei einer totalen Sonnenfinsternis beobachten. Sie erscheinen dann als große Bögen, die weit ins Weltall hinausragen.
Seit vor einigen Jahrzehnten Geräte erfunden wurden, die eine Art künstlicher Sonnenfinsternis erzeugen, ist die Beobachtung und Messung von Protuberanzen auch außerhalb von Sonnenfinsternissen jederzeit möglich. Beispiele für solche Geräte sind:
- Koronograf
- Protuberanzen-Spektroskop
- Spektroheliograf zur Messung verschiedener Sonnenschichten (als spezielle Scanner-Technik)
- Protuberanzenansatz und -fernrohr
- H-alpha-Teleskop mit einem Interferenzfilter, der nur das Licht des ionisierten Wasserstoffes durchlässt.